# Айта-Сяке
Айта-Сяке (рум. Aita Seacă) — село у повіті Ковасна в Румунії. Входить до складу комуни Бецань.
Село розташоване на відстані 180 км на північ від Бухареста, 20 км на північ від Сфинту-Георге, 42 км на північ від Брашова.

## Населення
За даними перепису населення 2002 року у селі проживали 782 особи.
Національний склад населення села:
| Національність | Кількість осіб | Відсоток |
| -------------- | -------------- | -------- |
| угорці         | 749            | 95,8%    |
| румуни         | 33             | 4,2%     |

Рідною мовою назвали:
| Мова      | Кількість осіб | Відсоток |
| --------- | -------------- | -------- |
| угорська  | 772            | 98,7%    |
| румунська | 10             | 1,3%     |